# Arab-bysantinska krigen
Arab-Bbsantinska krigen eller muslimsk-bysantinska krigen är en sammanfattande term för en rad krig som ägde rum mellan det Bysantinska riket och ett flertal olika arabiska muslimska riken från den muslimska expansionen på 630-talet fram till mitten av 1000-talet. 
Från 600-talet erövrade de islamiska arabiska kalifaten allt större delar av det Bysantinska riket och belägrade även utan framgång huvudstaden Konstantinopel flera gånger. Epoken utgjorde ett slags krigstillstånd och passiv konflikt under flera sekel, och den religiösa och militära gränszonen mellan det kristna Bysantinska riket och den islamiska världens kalifat växlade flera gånger. Många separata krigshandlingar, krig och militära konflikter räknades in under denna term. 